# Antonina Mielnikowa
Antonina Aleksiejewna Mielnikowa, po mężu Pilipienko (Антонина Алексеевна Мельникова po mężu Пилипенко; ur. 19 lutego 1958 w Rohaczowie) – białoruska kajakarka reprezentująca Związek Radziecki, medalistka olimpijska.
Zdobyła brązowy medal w konkurencji kajakowych jedynek na dystansie 500 metrów na igrzyskach olimpijskich w 1980 w Moskwie. Wyprzedziły ją jedynie Birgit Fischer z Niemieckiej Republiki Demokratycznej i Wania Geszewa z Bułgarii.